# Hontecillas
Hontecillas település Spanyolországban, Cuenca tartományban.  Lakosainak száma 55 fő (2024).

## Népesség
A település népessége az utóbbi években az alábbiak szerint változott:
| Lakosok száma | 90   | 97   | 99   | 82   | 81   | 61   | 52   | 61   | 62   | 55   |
|               | 2001 | 2004 | 2006 | 2009 | 2011 | 2014 | 2016 | 2019 | 2021 | 2024 |